# Тервиллигер, Уэйн
Уиллард Уэйн Тервиллигер (англ. Willard Wayne Terwilliger; 27 июня 1925, Клэр, Мичиган — 3 февраля 2021, Уэтерфорд, Техас) — американский бейсболист и тренер. Выступал на позиции игрока второй базы. В Главной лиге бейсбола играл с 1949 по 1960 год. После завершения игровой карьеры работал в командах младших лиг, был членом тренерского штаба нескольких клубов Главной лиги бейсбола. В 1987 и 1991 годах становился победителем Мировой серии с «Миннесотой Твинс».

## Биография

### Ранние годы
Уэйн Тервиллигер родился 27 июня 1925 года в Клэре в штате Мичиган. Он был старшим из двух детей в семье Айвана и Дорис Тервиллигеров. Через год они переехали в Шарлотт, где глава семьи содержал бар. Бейсболом Тервиллигер увлёкся в детстве, слушая по радио трансляции матчей «Детройта». Во время учёбы в школе он играл в американский футбол и баскетбол, но самых больших успехов достиг в бейсболе, выиграв с командой чемпионат конференции.
Играть в бейсбол он продолжил в Западно-Мичиганском педагогическом колледже, ныне Западно-Мичиганском университете, куда поступил в 1942 году. Тервиллигер учился не очень хорошо и был лишён права выступать за команду колледжа. После этого он попытался записаться добровольцем в Корпус морской пехоты, но не был принят из-за того, что ему не исполнилось 18 лет.
В армию Тервиллигер попал в августе 1943 года. В лагере в Сан-Диего он прошёл подготовку радиста и пулемётчика, после чего был направлен в один из батальонов 2-й дивизии морской пехоты. Он принимал участие в боевых действиях на Сайпане, Тиниане и Иводзиме. В перерывах между боями он играл в бейсбол за команду батальона, участвовал в армейском матче всех звёзд, организованном на Гуаме. В США он вернулся в декабре 1945 года.
В начале 1946 года Тервиллигер женился на Мэри Джей Лок. В браке они прожили 25 лет, воспитав сына и дочь. Тогда же по программе G.I. Bill он вновь поступил в колледж. Там он занимался тремя видами спорта, но вновь больше всего преуспел в бейсболе. В период летних каникул он играл за полупрофессиональные команды и через год Тервиллигером заинтересовались скауты Главной лиги бейсбола. Летом 1948 года он подписал контракт с клубом «Чикаго Кабс», отправившись играть за «Де-Мойн Брюинз» из Западной лиги.

### Игровая карьера

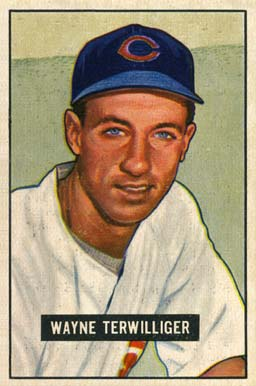
Бейсбольная карточка Тервиллигера, 1951 год.

В дебютном сезоне в профессиональном бейсболе Тервиллигер играл мало, но в 1949 году был переведён сразу на уровень AAA-лиги. Он стал стартовым игроком второй базы в клубе «Лос-Анджелес Энджелс» и попал в число участников Матча всех звёзд Лиги Тихоокеанского побережья. В августе 1949 года «Кабс» забрали его в основной состав, чтобы заменить травмированного Эмиля Вербана. До конца сезона он сыграл 36 матчей в Главной лиге бейсбола, отбивая с эффективностью 22,3 %.
В 1950 году состав «Чикаго» сильно омолодился, Тервиллигер занимал в нём место игрока второй базы. Он провёл 133 игры, по итогам которых его показатель отбивания составил 24,0 %. Несмотря на небольшие рост и вес, ему удалось выбить 10 хоум-ранов. В начале следующего сезона его эффективность снизилась: только 21,4 % после первых 50 матчей. В июне «Кабс» обменяли Тервиллигера, Энди Пафко, Руба Уокера и Джонни Шмитца в «Бруклин Доджерс» на Эдди Миксиса, Джо Хаттена, Джина Хермански и Брюса Эдвардса. После перехода Тервиллигер играл редко, так как вторая база в новой команде была занята Джеки Робинсоном.
Весной 1952 года он проиграл конкуренцию Робинсону, Роки Бриджесу и Бобби Моргану, после чего был переведён в фарм-команду «Сент-Пол Сэйнтс» из Американской ассоциации. В младшей лиге он бил с показателем 31,2 %, заинтересовав клуб «Вашингтон Сенаторз», который выкупил контракт Тервиллигера в межсезонье. В новой команде в 1953 году он стал игроком стартового состава. По ходу чемпионата он совершенствовал свою игру на бите, тренируясь вместе с Тедом Уильямсом, и этот сезон стал лучшим в карьере Тервиллигера: в 134 матчах он отбивал с показателем 25,2 % и заработал 46 ранов. В 1954 году его эффективность снизилась до 20,8 % и после окончания чемпионата «Сенаторз» продали его в «Нью-Йорк Джайентс».
Сезон 1955 года Тервиллигер начал в команде AAA-лиги «Миннеаполис Миллерс». В основной состав «Джайентс» его перевели только в конце июня, когда проблемы со спиной возникли у основного второго базового команды Дейви Уильямса. На бите он действовал с эффективностью 25,7 % в 80 сыгранных матчах, а по надёжности игры в защите стал одним из двух лучших игроков на своей позиции. В 1956 игровое время Тервиллигера сократилось и он сам обратился к тренеру с просьбой направить его в «Миннеаполис», чтобы играть чаще. На зиму после окончания сезона он уехал в Венесуэлу, где играл в составе команды «Маракайбо Сентаурос».
В 1957 году Тервиллигер провёл 144 игры за «Миллерс», отбивая с показателем 27,0 %. По игре в защите на второй базе он стал лучшим в Американской ассоциации. Зимой он вместе с несколькими партнёрами по команде играл в Доминиканской Республике за «Леонес дель Эскохидо». В межсезонье «Джайентс» обменяли его в «Детройт» на инфилдера Джека Диттмера. Следующий год Тервиллигер провёл в составе «Чарлстон Сенаторз», выиграв с командой чемпионат Американской ассоциации и став самым ценным её игроком. После успешного выступления его во время драфта по правилу №5 выбрал клуб «Канзас-Сити Атлетикс».
В 1959 году Тервиллигер вернулся в Главную лигу бейсбола. За «Атлетикс» он провёл 74 игры, отбивая с эффективностью 26,7 %. В начале следующего сезона он травмировал спину и потерял место в составе. Спустя несколько недель права на него были проданы «Нью-Йорк Янкис», остаток чемпионата 1960 года Тервиллигер доиграл в команде «Ричмонд Виргинианс». Там он получил ещё одну травму спины и проблемы со здоровьем стали одним из аргументов в пользу окончания карьеры.

### Тренерская деятельность
Перед началом сезона 1961 года он принял предложение возглавить фарм-команду «Гринсборо Янкис». Работа главного тренера Тервиллигеру понравилась, но «Янкис» финишировали только на третьем месте и он был уволен после окончания чемпионата. Директор фарм-системы «Вашингтона» Хэл Келлер предложил ему возглавить команду D-лиги «Пенсакола Сенаторз». Вместе с ней Тервиллигер выиграл чемпионат и в 1963 году получил повышение. Год он работал в команде «Висконсин Рапидс», затем два сезона руководил «Дженивой Сенаторз». В 1966 году под его руководством «Берлингтон Сенаторз» стали вторыми в Каролинской лиге. Ещё один год Тервиллигер проработал с командой «Гавайи Айлендерс», затем переехавшей в Буффало и получившей название «Байзонс».
Перед началом сезона 1969 года Тед Уильямс пригласил Тервиллигера на должность тренера третьей базы в «Вашингтон Сенаторз». В команде он проработал четыре сезона, в том числе её первый год после переезда в Техас и смены названия на «Рейнджерс». После окончания чемпионата 1972 года Тед Уильямс покинул пост главного тренера «Сенаторз» вместе с другими членами штаба. Тогда же Тервиллигер развёлся с женой.
В 1973 году он работал главным тренером «Коламбус Астрос». Следующий сезон он провёл вне бейсбола, вернувшись в Шарлотт, где управлял баром своего отца. В 1974 году Тервиллигер женился второй раз. Годом позже Хэл Келлер предложил ему вернуться к тренерской работе. В течение следующих пяти сезонов он руководил фарм-командой «Рейнджерс», которая называлась «Линчберг Рейнджерс» и «Ашвилл Туристс». В 1980 году Тервиллигер был главным тренером «Талсы Дриллерс» в Техасской лиге, а затем был назначен тренером третьей базы в штаб Дона Зиммера в «Техас Рейнджерс».
В «Рейнджерс» Тервиллигер проработал пять лет, сохраняя свой пост при четырёх разных главных тренерах. Когда возглавивший команду Бобби Валентайн решил отказаться от его услуг, менеджер «Миннесоты Твинс» Рэй Миллер пригласил его в свой штаб на место тренера первой базы. В команде Тервиллигер работал в течение следующих девяти лет. За это время «Твинс» дважды, в 1987 и 1991 годах, побеждали в Мировой серии. После окончания сезона 1994 года он покинул команду.
Следующие восемь лет он работал тренером первой базы в «Сент-Пол Сэйнтс», выступавших в независимой Северной лиге. В этот период команда входила в число лидеров лиги, регулярно претендуя на чемпионский титул. Свой пост Тервиллигер оставил в 2002 году, вернувшись в Техас из-за тяжёлой болезни отца его супруги. После этого в «Сэйнтс» был выведен из обращения принадлежавший ему №5.
В 2003 году он впервые за долгое время вернулся к работе главным тренером, возглавив клуб «Форт-Уэрт Кэтс» из независимой Центральной лиги. Тервиллигеру на тот момент было 77 лет и он стал самым возрастным тренером в истории младших лиг. Клуб он возглавлял в течение трёх сезонов, выиграв с ним чемпионат 2005 года. В этот период ему диагностировали рак мочевого пузыря, он перенёс операцию. Затем ещё пять лет Тервиллигер был тренером первой базы «Кэтс». На пенсию он вышел только в 2010 году, отдав бейсболу 62 года жизни. Последние годы жизни он проживал в Уэтерфорде в штате Техас. В 2014 году он вернулся на работу, занимался фасовкой продуктов в одном из местных магазинов.
Уэйн Тервиллигер скончался 3 февраля 2021 года в хосписе Уэтерфорда в возрасте 95 лет.